# کوری هیرش
کوری هیرش (انگلیسی: Corey Hirsch؛ زادهٔ ۱ ژوئیهٔ ۱۹۷۲) بازیکن هاکی روی یخ اهل کانادا است.
از باشگاه‌هایی که در آن بازی کرده‌است می‌توان به ونکوور کناکز و نیویورک رنجرز اشاره کرد.